# NGC 700
NGC 700 este o galaxie lenticulară situată în constelația Andromeda. A fost descoperită în 28 octombrie 1850 de către William Parsons, 3rd Earl of Rosse⁠(d).